# Paragomphus zambeziensis
Paragomphus zambeziensis är en trollsländeart som beskrevs av Elliot C.G. Pinhey 1961. Paragomphus zambeziensis ingår i släktet Paragomphus och familjen flodtrollsländor. IUCN kategoriserar arten globalt som otillräckligt studerad. Inga underarter finns listade i Catalogue of Life.